# Societat Coral Colon de Sabadell
El Societat Coral Colon de Sabadell és una entitat cultural i esportiva de Sabadell. Fundada el 1896, en el seu inici era una societat bàsicament lírica, però amb el pas dels anys introduí la vessant esportiva.
A la dècada de 1940 es creà la secció d'escacs, que guanyà diversos campionats locals, i el 1954 la de tennis de taula. En aquella època, al seu teatre també es feren vetllades de boxa, organitzades pel Club de Boxeo Sabadell de Educación y Descanso, el secretari del qual, Enric Ramoneda, rebé la medalla d'or al mèrit pugilístic (1954). El 1963 s'introduí el billar. També el 1992 s'oficialitzà l'equip de futbol sala.

## Secció d'escacs
Es creà la secció d'escacs a la dècada del 1940. L'any 1952, començà a organitzar anualment la Copa Pedro Balsach. L'any 1976 absorbí el Club Escacs Sabadell. El 1996, coincidint amb el centenari de la Societat, organitzà la Festa Catalana dels Escacs. L'any 2005 la secció d'escacs renaixé sota la direcció de Pere Reginaldo i Pere Zapata. Organitzà el Campionat d'Espanya de primera divisió l'any 2007 i el de divisió d'honor el 2008. Des del 2008 celebra anualment l'Obert Internacional d'escacs de Sabadell.
El 2008 assolí l'ascens a la màxima categoria catalana (divisió d'honor) i estatal, i a Lleida guanyà la Copa Catalana. El 2009 a Sabadell fou campió de Catalunya per equips d'escacs ràpids, triomf que repetí el 2011 a Cornellà. El 2010 fou campió de Catalunya per equips de la divisió d'honor. De nou guanyà la Copa Catalana a Barcelona el 2010 i a Ponts el 2012.
El 2013, per segon cop a la seva història, es proclamava campió de la Divisió d'honor de la Lliga Catalana amb jugadors com Michael Rahal i Francisco Vallejo Pons. El 2014 guanyà la seva quarta Copa Catalana a Sabadell. A la Festa Catalana de Santa Pau del 2015 i de Mollet del Vallès de 2016, tornà a guanyar el Campionat de Catalunya d'escacs ràpids. A l'abril de 2017 fou campió de la Divisió d'Honor 2017 després de guanyar el darrer matx per 6 a 4 enfront del Club Escacs Mollet. A la darrera ronda l'equip estava format per: Evgeni Agrest, Jordi Magem Badals, José González García, Lluís Comas i Fabregó, Andrea Stella, Alfonso Romero Holmes, Carles Díaz Camallonga, Lázaro Lorenzo de la Riva, Lluís Maria Perpinyà Rofes i Michael Rahal.

## Secció de billar
La secció de billar es creà el 1963. El 1986 s'inaugurà una nova sala de billar, la qual cosa permeté acollir el Campionat d'Espanya (1988, 1990), el I Trofeu Ciutat de Sabadell de Billar (1989) i el Campionat d'Europa de 5 quilles (1992). Aquell mateix any, l'equip de billar de tres bandes es proclamà subcampió d'Espanya de primera divisió. El 1996, amb motiu del centenari, s'organitzà el Campionat d'Espanya de billar artístic i de 5 quilles, el Campionat d'Espanya de biatló i el Campionat del Món de billar de biatló.
En el seu palmarès, hi figura el Campionat de Catalunya de tres bandes (2008).